# Charles Foster Kane
Charles Foster Kane é o empresário e jornalista fictício do filme Cidadão Kane, dirigido por Orson Welles e um dos maiores clássicos do cinema.

## Sobre o personagem
O filme conta a história de Charles Foster Kane (interpretado por Orson Welles), um magnata da imprensa norte-americana. A trama percorre desde sua infância até sua morte, por meio de entrevistas feitas por um repórter a pessoas que haviam convivido com ele. Porém, o foco central das entrevistas, é descobrir o significado das últimas palavras que o magnata havia pronunciado.
Charles Foster Kane, o personagem principal, teria sido um homem de grande notabilidade no cenário político dos Estados Unidos do início do século. Dono da rede de jornais Inquirer, ele manipulava qualquer grande instituição da imprensa.
Sendo assim, a sua morte, no início do filme, gera um rebuliço no país, o que se agrava pelo mistério despertado por sua última palavra antes de morrer. Um repórter, em busca de um significado para "Rosebud", vasculha o passado de Kane, entrevistando as cinco pessoas que foram mais ligadas a ele.
O lançamento do filme foi marcado por polêmicas: a figura de Charles Foster Kane atingiu magnatas americanos, principalmente William Randolph Hearst, que se sentiram ofendidos pela suposta representação que estaria sendo feita deles no filme.